# (2107) Ilmari
(2107) Ilmari es un asteroide perteneciente al cinturón de asteroides, descubierto el 12 de noviembre de 1941 por Liisi Oterma desde el Observatorio de Iso-Heikkilä, en Turku, Finlandia.  

## Designación y nombre
Designado provisionalmente como 1941 VA. Fue nombrado Ilmari en homenaje al personaje mitológico finlandés Ilmarinen.